# 공전자기록위작죄
공전자기록위작죄는 대한민국 형법상 범죄로 사무처리를 그르치게 할 목적으로 공무원 또는 공무소의 전자기록등 특수매체기록을 위작하는 죄이다.

## 판례

### 위작의 정의
- 경찰범죄정보시스템에 접근하여 당해 사건의 처리정보를 입력할 수 있는 권한이 있는 담당 경찰관이 그 권한을 일탈, 남용하여 경찰범죄정보시스템에 허위의 정보를 입력한 행위는 공전자기록위작죄에서 말하는 위작에 해당한다. 고소사건의 담당 경찰관은 경찰 범죄정보시스템에 접근하여 당해 사건의 처리정보를 입력할 수 있는 정당한 권한을 가진 자이므로 고소사건을 처리하지 아니하였더라도 그 사건을 검찰에 송치한 것으로 입력한 행위만으로는 공전자기록위작죄가 성립한다.[2]

## 같이 보기
- 사전자기록 위작·변작죄
- 대한민국 형법 제227조의2